# Nemzeti összetartozás hídja
A Nemzeti összetartozás hídja (sátoraljaújhelyi függőhíd) gyalogos kötélhíd Sátoraljaújhelyen, két hegy, a Szárhegy és a Várhegy között, amelyet 2024. június 4-én zártkörű megnyitóünnepség keretében adtak át. A 2015-ben a Pont-TERV Zrt. által készített tanulmánytervben meghatározott 700 méter hosszával úgy számoltak, ez lesz a leghosszabb kötélhíd a világon. A híd a Zemplén Kalandpark részeként működik.

## Jellemzői
A gyalogoshíd a maga nemében világcsúcstartó: 700 m hosszúságával a világ leghosszabb gyalogos kötélhídjaként említik, ami részben igaz is (lásd később: világcsúcs?) Magassága a Májuskút-patak fölött kb. 83 m, a járófelület szélessége 1,20 m, egyszerre 300 fő látogató tartózkodhat rajta és még 10 fő személyzet. Használata 10 m/s (kb. 20 csomó) átlagos szélsebességig engedélyezett; a létszámkorlátot beléptető kapukkal biztosítják. Viharos, csúszást okozó időjárás esetén nem lesz látogatható.
Célja szerint kalandparki élményt nyújtó, nem közforgalmi célú, kétirányú gyalogoshíd, amelynek középső szakaszán 5-6 méter hosszan üveg járófelület is fokozza az élményt. „Az volt a cél, hogy megfelelően mozogjon és élményt adjon azoknak, akik egy kalandparkban erre rámennek”, mondta a terhelési próbák után Dunai László egyetemi tanár. Valószínűleg lesznek majd, akik nem fognak rámenni a hídra e miatt a mozgás miatt.
A hídpályát 6 darab, 7 cm átmérőjű zárt spirálkábel tartja, ezek összhosszúsága 6,49 km, és 149 tonna tömegűek. A hídpályát alkotó U alakú elemek kétméterenként vannak rögzítve a 6 kábelhez (2 felül, 4 alul). Ezen túl 2 ún. szélkábel is ki van feszítve a hegyek között, amelyek lefelé feszítik a pályát függőleges lekötő kábelekkel csatlakozva az elemekhez, illetve a lekötő kábelek közvetlenül a talajhoz feszítik a pályát a hídfők közelében, ahová a szélkábelek már nem érnek el. Ez a lefele irányuló feszítés növeli a híd merevségét, hogy minél kevésbé hullámozzon, lengjen ki oldalra vagy csavarodjon meg, amit főleg a szél okoz.

## Előkészítés, tervezés
A kötélhíd első említése a Zemplén Televízió egy 2015-ös riportjában jelent meg, „2015-ben a Pont-TERV Zrt. által készített tanulmánytervben gyakorlatilag rögzítették a helyszínt és a 700 m-es támaszközt”, majd a sátoraljaújhelyi önkormányzat 2016. december 15-i képviselő-testületi ülésén a polgármester ismertette, hogy „a Szár-hegyet és a Vár-hegyet összekötő függőhíd vagy üveghíd építésére” 3 milliárd forinttal pályáznak.
Ennél is konkrétabban „a Tokaj, Felső-Tisza és Nyírség kiemelt turisztikai fejlesztési térség meghatározásáról és a térségben megvalósítandó egyes fejlesztések megvalósításához szükséges források biztosításáról szóló” 1092/2017. (II. 21.) Korm. határozat 2. mellékletében „Üveghíd építése a Szárhegy és a Várhegy között” célra 2,5 mrd Ft indikatív támogatási keretet állapított meg.
A Magyar Turisztikai Ügynökség az MSc Mérnöki Tervező és Tanácsadó Kft.-t bízta meg mint generáltervezőt, hogy 2017 és 2018 között készítse el a híd engedélyezési és tenderterveit. 
2019-ben a híd alatti völgyben érintett ingatlantulajdonosok pert indítottak, „a felperesek egy sátoraljaújhelyi kötélhíd építését engedélyező határozattal szemben éltek keresettel”, ám a bíróság végül 2020 novemberében elutasította a lakók keresetét. 
2020 decemberében a sátoraljaújhelyi önkormányzat közbeszerzési eljárást indított a híd tervezésére és kivitelezésére, amely eredménytelen lett, mert az önkormányzat rendelkezésére álló 2,8 milliárdnál drágább ajánlatok érkeztek be két pályázótól (Duna Aszfalt Zrt., A-Híd Zrt.
Az önkormányzat újabb közbeszerzési eljárása már eredményes lett. A négy pályázó közül nettó 4 milliárd forintos ajánlattal a Graboplan Industrie Kft. nyerte el a kivitelezést 2021. áprilisban, és július végén írták alá szerződésüket. (A korábbi pályázókon kívül az Acélhidak Kft. is részt vett a megismételt eljárásban.)
A tendernyertes vállalkozó a kiviteli és szereléstechnológiai tervek elkészítésével szintén az MSc Kft.-t bízta meg.
A tervezési feladatokban az alábbi kiemelt partnerek vettek részt:
- Unitef Mérnök Zrt. (csatlakozó infrastruktúra tervezése, építészet, engedélyeztetés – engedélyezési és tenderterv)
- Dynamik Consulting Kft. (dinamikai számítások – engedélyezési terv)
- BME Hidak és Szerkezetek Tanszék (független statika – engedélyezési terv; dinamikai számítások – kiviteli terv)
- BME Áramlástan Tanszék (széldinamikai vizsgálatok – kiviteli terv)
- BME Geotechnika és Mérnökgeológia Tanszék (mérnökgeológiai vizsgálatok – engedélyezési terv)
- Geoexpert Kft. (geotechnikai tervezés – engedélyezési és kiviteli terv)

## A kivitelezés
A kormány 2021 októberében a Tokaj-Zemplén Térség Fejlesztési Program keretében megvalósuló beruházásokat nemzetgazdasági szempontból kiemelt jelentőségű üggyé nyilvánította. A rendelet 2. számú mellékletéből derült ki, hogy közben a hídnak nevet is adtak: Nemzeti Összetartozás Hídja.
2021. december 16-án Wáberer György, a Tokaj-Zemplén térség fejlesztéséért felelős kormánybiztos jelentette be a Facebook-oldalán, hogy „még az idén elkezdődik a függőhídhoz szükséges terület előkészítése”.

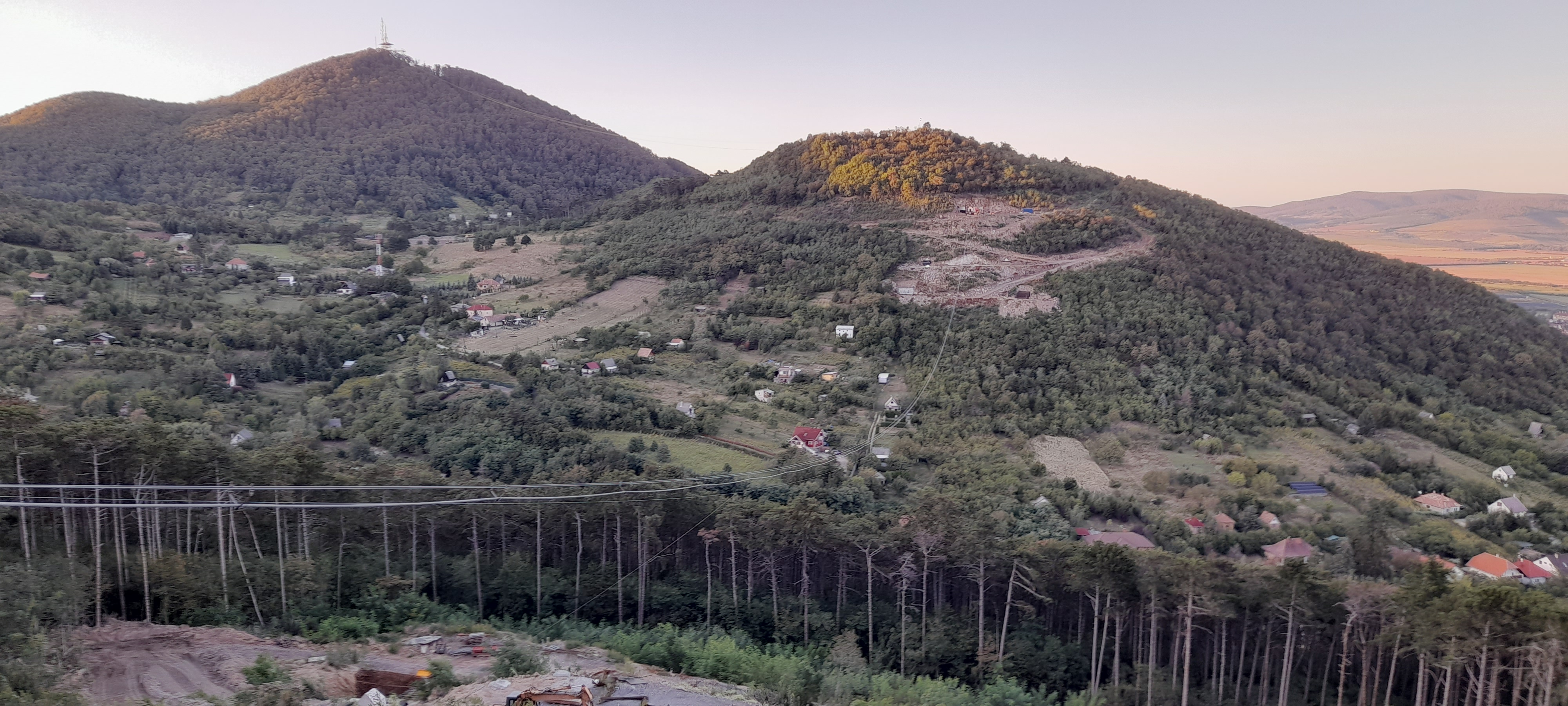
A híd építése (1)

2023 tavaszán elkészültek a hídfők, majd az év folyamán elkezdődött a hídszerkezet köteleinek kifeszítése, a hídpálya szerkezetének kiépítése.

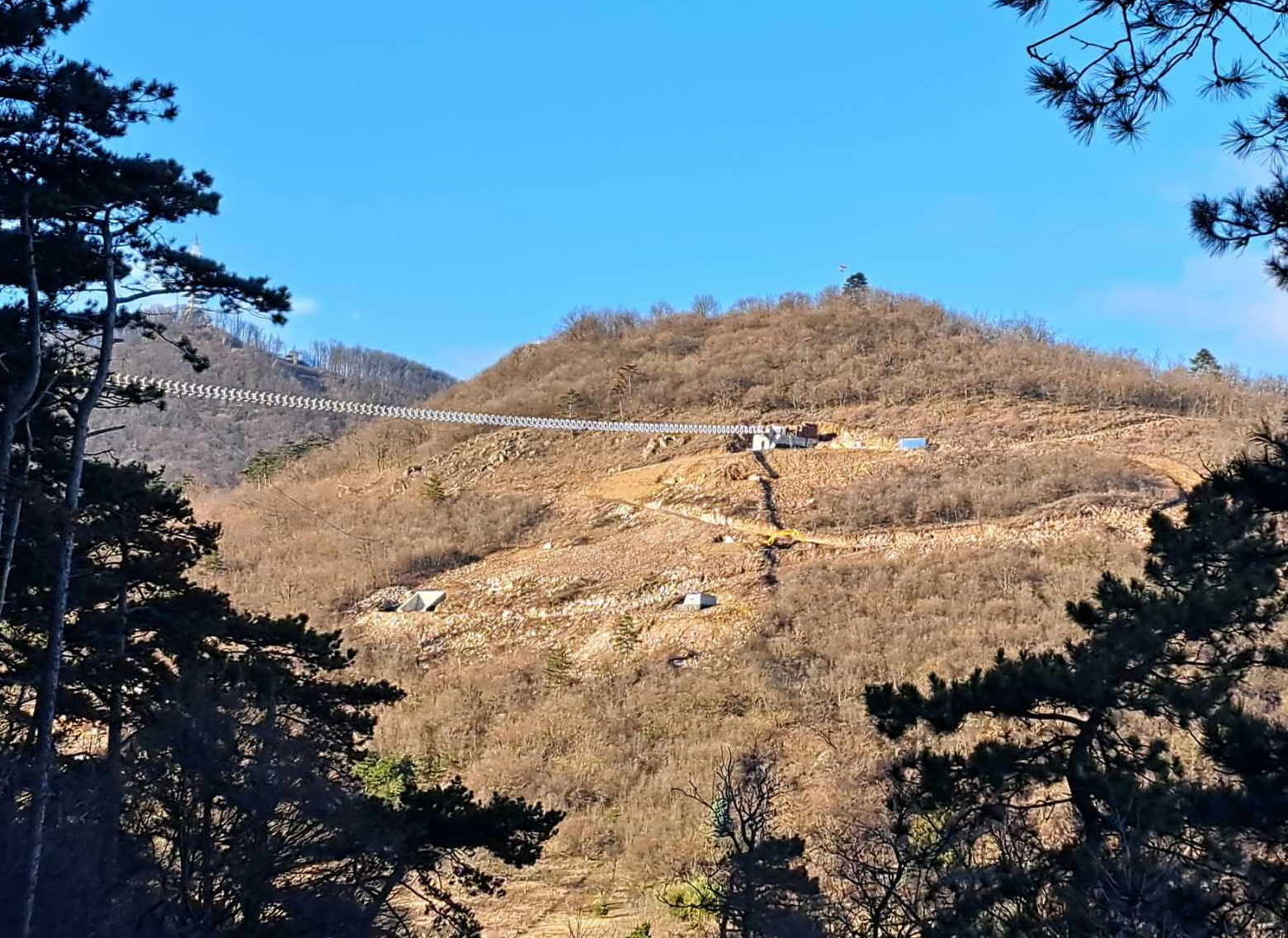
A híd építése (2)

A híd átadását 2024. június 4-ére tűzték ki, de ekkor csak a zártkörű megnyitó meghívottjai kelhettek át rajta. Másnaptól viszont bárki kipróbálhatja díjfizetés ellenében, de ezen a napon a helyiek lakcímkártya felmutatásával ingyenesen, majd később 20%-os kedvezménnyel vehetik igénybe.
2024. január 13-án sajnálatos baleset történt: a viharos szél otthagyott építési deszkákat sodort le az épülő hídról, ami kárt okozott egy – a közelében, a völgyben fekvő – házban. A baleset hatalmas sajtóvisszhangot keltett, ami rámutat a beruházást övező, erősen átpolitizált közhangulatra is.
2024. április 3-án elvégezték az átadás előtt még szükséges terhelési próbákat. Mind a statikus, mind a dinamikus jellemzők a várakozásoknak megfelelően alakultak. A méréseket a BME Építőmérnöki Kar végezte, Dunai László egyetemi tanár vezetésével. A függőhíd alatti völgyben élők meghallgatása és jóváhagyása nélkül kivitelezett építmény annak környezetére gyakorolt hatása, rögzítési és anyaghasználati minősége, illetve ár/érték aránya miatt számos szakmai kritikát kapott.

## Rekord
Bár az előkészületek idején a híd hossza világcsúcsnak ígérkezett, időközben megépült és 2022. május 13-án megnyílt a nagyközönség előtt a csehországi Dolní Morava községben a Sky Bridge 721 névre keresztelt felfüggesztett gyaloghíd, amely a maga nemében a leghosszabb a világon: 721 méter hosszú és 95 méteres magasságban van a talajtól. A korábbi rekordot 567 m hosszúsággal a nepáli Gandaki Golden Footbridge tartotta.
Ugyanakkor a Nemzeti Összetartozás Hídjának a hídfői közötti támaszköz kerek 700 méter és végig kötélhíd, míg a csehországi Sky Bridge 721 a hídfőknél pilonos függőhíd, és a támaszköze „csak” 695 m, így e tekintetben valóban világbajnok lesz. Eltérés még, hogy a csehországi híd merevítésére oldalsó szélkábeleket használnak, míg a sátoraljaújhelyinél a merevítés függőlegesen, alulról történik.
Bár a híd nem nevezhető üveghídnak, a közepén van egy rövid szakasz, ahol üvegpadlón is át lehet sétálni (a csehországi hídnak nincs ilyen eleme). 2022-ben a Guinness Rekordok Könyve hivatalosan is megerősítette, hogy az észak-vietnami Bach Long gyalogoshíd a világ leghosszabb üveghídja. A turisztikai attrakció 632 méter hosszú, és 150 méter magasan húzódik két hegy között; 500 ember tartózkodhat rajta. Ezt megelőzően a világ leghosszabb üveghídja címet egy 526 méteres, 2020-ban átadott függőhíd viselte a kínai Kuangtung tartományban.